# Matthew Macfadyen
David Matthew Macfadyen (Great Yarmouth, 17 de outubro de 1974) é um ator britânico. É mais conhecido por interpretar Fitzwilliam Darcy no filme Orgulho e Preconceito (2005) e Tom Wambsgans em Succession, série televisiva exibida pela HBO e pela qual o ator ganhou o Bafta e o Emmy.

## Primeiros anos
Matthew Macfadyen, nascido em Great Yarmouth, Norfolk é filho de Meinir Macfadyen, professora de teatro e antiga atriz e de Martin Macfadyen que trabalhava na indústria do petróleo. Os seus avós paternos são escoceses e os maternos são galeses. Matthew foi criado em vários locais, incluindo Jacarta na Indonésia devido ao emprego do seu pai. O ator foi educado na Inglaterra, Escócia e Indonésia e frequentou a Oakham School, uma escola interna privada em Rutland antes de ser aceite na Royal Academy of Dramatic Art aos 17 anos.

## Carreira

### Teatro
Matthew Macfadyen frequentou a Royal Academy of Dramatic Art entre 1992 e 1995. Quando terminou os seus estudos ganhou alguma notoriedade no teatro devido ao seu trabalho na companhia Cheek by Jowl onde fez os papéis de António em The Duchess of Malfi, de Charles Surface em The School for Scandal e de Benedick em Much Ado About Nothing. O Benedick de Matthew foi interpretado como oficial idiótico dono de um bigode e de um riso de asno e valeu-lhe uma nomeação para o RSC Ian Charleston Award na categoria de melhor ator clássico com menos de 30 anos. Matthew fazia ainda parte da Royal Shakespeare Theater Company e fez três digressões mundiais com estas companhias de teatro.
Em 2005 interpretou o papel de Prince Hal em Henry IV, Partes 1 e 2 no National Theatre com Michael Gambon no papel de Falstaff. Em 2007 regressou ao palco no papel do americano Clary, um pai doméstico com atitudes liberais na peça The Pain and the Itch. Em 2010 partilhou o palco do Vaudeville Theatre com Kim Cattrall na peça Private Lives de Noël Coward.
Em 2013, Matthew Macfadyen regressou aos palcos com a peça Jeeves and Wooster in Perfect Nonsense, a primeira adaptação teatral feita com as personagens de P.G. Wodehouse. A peça passou por Richmond e Brighton antes de chegar ao Duke of York Theatre no West End de Londres. Macfadyen interpretou o papel de Jeeves e contracenou com Stephen Mangan no papel de Wooster.

### Televisão
Matthew estreou-se na televisão em 1998 com o papel de Hareton Earnshaw na adaptação de Wuthering Heights da ITV. No ano seguinte foi um dos protagonistas de Warriors, um telefilme exibido em duas partes pela BBC que segue as vidas dos capacetes azuis britânicos da ONU envolvidos na operação de manutenção da paz na Bósnia no início dos anos 1990. Macfadyen foi nomeado para Melhor Ator pela Royal Television Society por este papel. 
Em 2001, interpretou o papel bem mais cómico de Sir Felix Carbury na minissérie The Way We Live Now, baseada no romance satírico homónimo de Anthony Trollope. No mesmo ano recebeu elogios da crítica pelo seu papel na série Perfect Strangers da BBC Two, onde faz de filho da personagem de Michael Gambon. Em 2002 protagonizou The Project, um drama político da BBC que conta a história de um como um grupo de ativistas trabalhistas tenta mudar o seu partido após uma derrota eleitoral. 
Ainda em 2002, estreou Spooks, uma série que faz um retrato fictício do trabalho do MI5, um dos serviços secretos de segurança do Reino Unido. Macfadyen interpreta o papel do espião Tom Quinn, o protagonista das primeiras duas temporadas. A série, exibida pela BBC One, foi um sucesso de audiências e o canal britânico encomendou uma segunda temporada mais longa que foi transmitida em 2003. Matthew Macfadyen queria abandonar Spooks no final da segunda temporada e o último episódio terminou com a sua suposta morte, mas o ator aceitou entrar nos primeiros dois episódios da terceira temporada e os argumentistas acabaram por "ressuscitá-lo" para terminar, de forma mais satisfatória, a história da sua personagem. Matthew Macfadyen foi um dos poucos atores cuja personagem abandonou Spooks ainda com vida e o ator regressou à série em 2011 aparecendo por breves momentos no seu último episódio. 
Em 2007, protagonizou o polémico telefilme do Channel 4, Secret Life, onde fez o papel de um pedófilo. Macfadyen venceu o prémio de Melhor Ator da Royal Television Society nesse ano por este papel, para além de ter recebido uma nomeação para os prémios BAFTA. Nesse ano participou no Comic Relief onde fez o papel de noivo num sketch intitulado Mr. Bean's Wedding com Rowan Atkinson e Michelle Ryan.
Em 2008, fez o papel de Arthur Clennam na minissérie Little Dorit da BBC, baseada no romance homónimo de Charles Dickens. Ainda nesse ano, fez uma participação especial num episódio de Ashes to Ashes, uma série protagonizada pela sua esposa, Keeley Hawes e fez o papel de Inspector Neele no telefilme Miss Marple: A Pocket Full of Rye.
Em 2009, entrou no telefilme Enid onde fez o papel de Hugh Pollock, o primeiro marido e editor da escritora Enid Blyton, interpretada por Helena Bonham-Carter. No mesmo ano entrou na minissérie Criminal Justice onde fez o papel de um advogado de sucesso casado com uma mulher deprimida que é apunhalado pela mesma na sua própria cama. Matthew venceu um BAFTA na categoria de Melhor Ator Secundário e ainda um Crime Thriller Award por este papel.
Em 2010 participou em The Pillars of the Earth, onde fez o papel de Prior Phillip. A minissérie segue a construção de uma catedral ao longo de várias décadas no século XII num contexto político tumultuoso. No mesmo ano protagonizou a minissérie Any Human Heart, baseada no romance homónimo de William Boyd.
No final de 2012, Matthew regressou ás séries com Ripper Street. A trama da série decorre no ano de 1889, 6 meses após o último crime de Jack, o Estripador e segue as investigações da H Division, a força policial encarregue de manter a ordem em Whitechapel. Macfadyen interpreta o papel do Detetive-Inspetor Edmund Reid, um homem que não consegue descobrir quem é o estripador e vive em tormento desde que perdeu a sua filha num acidente de barco. A série teve cinco temporadas e terminou em 2016.
Em 2015, participou no primeiro episódio da série The Last Kingdom, no papel de Lord Uhtred. Em 2017, interpretou o papel de Henry Wilcox na minissérie Howards End, baseada no romance homónimo de E. M. Foster.
Em 2018, estreou a série Succession, uma comédia dramática satírica transmitida pelo canal HBO. A série centra-se nos Roy, uma família disfuncional que é dona de uma grande empresa de media e entretenimento. Os membros da família lutam entre si para controlar a empresa depois de a saúde do patriarca, Logan Roy, começar a falhar. Matthew interpreta o papel de Tom Wambsgans, o genro lambe-botas de Logan Roy que faz de tudo para conseguir o afeto do sogro e subir na empresa. Este papel foi um dos mais bem-sucedidos da sua carreira, tendo-lhe valido elogios da crítica, assim como um prémio BAFTA e um Emmy. A série terminou em 2023, ao fim de quatro temporadas.
Em 2020, foi um dos protagonistas da minissérie Quiz. Escrita por James Graham e realizada por Stephen Frears, esta baseia-se na história de real de Charles Ingram, um major do exército que ganhou um milhão de libras no concurso Who Wants to be a Millionaire?, mas que acabou por ser julgado por se suspeitar que tinha feito batota em conjunto com a sua mulher para conseguir o prémio. A série foi transmitida pelo canal ITV e foi um sucesso de audiência e junto da crítica.
Em 2023, voltou a trabalhar com a sua mulher, Keeley Hawes na minissérie Stonehouse, transmitida pela ITV. A minissérie segue a história verídica do deputado britânico John Stonehouse, que fingiu a sua própria morte numa tentativa de salvaguardar a sua reputação depois de se envolver em espionagem e outras atividades fraudulentas. A minissérie foi um sucesso junto da crítica.

### Cinema
Matthew Macfadyen estreou-se no cinema em 2000 no filme Maybe Baby, uma comédia romântica protagonizada por Hugh Laurie, onde faz o papel de um desagradável executivo da BBC. No ano seguinte entrou no filme Enigma, um drama da Segunda Guerra Mundial com Kate Winslet no elenco.

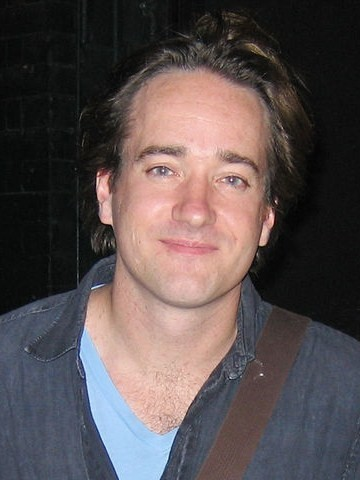
Matthew Macfadyen em 2007

Em 2004, protagonizou o filme neo-zelandês In My Father's Den. O filme e Macfadyen foram bastante elogiados pela crítica e o ator foi nomeado para os British Independent Awards na categoria de Melhor Ator e venceu o prémio nessa categoria nos New Zealand Screen Awards. O filme conta a história de Paul Prior, um fotojornalista que regressa à Nova Zelândia para assistir ao funeral do seu pai e que acaba por ficar no país mais tempo do que esperava após conhecer uma adolescente de 16 anos que está tragicamente relacionada com a sua família.
Em 2005, interpretou o  papel icónico de Mr. Darcy na adaptação ao cinema do romance Orgulho e Preconceito de Jane Austen, realizada por Joe Wright. O filme valeu-lhe uma nomeação para Melhor Ator em Ascensão nos London Critics Circle Film Awards.
Em 2007, protagonizou a comédia Death at a Funeral, realizada por Frank Oz. Macfadyen faz o papel de Daniel, um homem que perdeu o pai e que tenta dar-lhe um funeral digno, porém tudo acaba por correr mal e a cerimónia mergulha no caos. Matthew foi nomeado na categoria de Melhor Ator nos Glitter Awards por este filme.
Em 2008, contracenou com Michelle Williams e Ewan McGregor no filme Incendiary, onde faz o papel de chefe da unidade de terrorismo da polícia que investiga ataques terroristas e está envolvido num ataque que tira a vida ao marido e ao filho da personagem de Michelle Williams. No mesmo ano fez o papel de John Birt, o produtor da entrevista de David Frost a Richard Nixon no filme Frost/Nixon. Macfadyen foi nomeado, em conjunto com o restante elenco do filme para a categoria de Melhor Elenco nos Screen Actors Guild Awards.
Em 2010, participou no filme Robin Hood de Ridley Scott no papel do Xerife de Nottingham. No ano seguinte fez o papel de Athos na adaptação de Paul W.S. Anderson do famoso romance de Alexandre Dumas, Os Três Mosqueteiros.
Em 2012, reuniu-se com o realizador Joe Wright e com Keira Knightley para mais uma adaptação ao cinema do romance Anna Karenina de Liev Tolstói. Macfadyen interpreta o papel de Oblonsky, o irmão adúltero de Anna Karenina que lhe pede ajuda para lidar com a esposa que descobre que ele está a ter um caso com a governanta.
Em 2018, fez parte do elenco do filme da Disney, The Nutcracker and the Four Realms. No ano seguinte, estreou o filme The Current War, onde interpreta o papel de J.P. Morgan. Apesar de ter data de estreia prevista para 2017, esta acabou por ser adiada após o escândalo de assédio sexual que envolveu Harvey Weinstein, que produziu o filme. Em 2019, Matthew interpretou precisamente uma personagem acusada de assédio sexual no filme The Assistant.
Em 2021, regressou ao cinema no papel de Charles Cholmondeley no filme de espionagem britânico Operation Mincemeat, cuja ação decorre durante a Segunda Guerra Mundial. Para além de Matthew, o filme conta com Colin Firth e Johnny Flynn no elenco.
Em março de 2023, foi anunciado que Matthew fará parte do elenco de Deadpool 3, entrando assim para o Universo Cinematográfico da Marvel.

## Vida pessoal
Em 2002, Matthew Macfadyen iniciou uma relação com Keeley Hawes, a sua colega de Spooks que na altura estava casada há apenas 8 semanas. Os dois casaram-se em outubro de 2004 e têm dois filhos, uma menina chamada Maggie (n. dezembro de 2004) e um menino chamado Ralph (n. setembro de 2006). Matthew é ainda padrasto de Myles, o filho do primeiro casamento de Keeley Hawes. O casal é benfeitor do Lace Market Theatre em Nottingham 

## Filmografia

### Cinema
| Ano  | Nome                                  | Personagem              | Notas |
| ---- | ------------------------------------- | ----------------------- | --- |
| 2000 | Maybe Baby                            | Nigel                   | |
| 2001 | Enigma                                | Cave                    | |
| 2003 | The Reckoning                         | King's Justice          | |
| 2004 | In My Father's Den                    | Paul Prior              | Melhor Ator Principal (nomeação) nos British Independent Film Awards Melhor Ator Princial nos New Zealand Screen Awards |
| 2005 | Pride and Prejudice                   | Mr. Darcy               | Ator Britânico em Ascensão (nomeação) nos London Critics Circle Film Awards                                             |
| 2006 | Middletown                            | Gabriel Hunter          | |
| 2007 | Death at a Funeral                    | Daniel                  | Melhor Ator Principal (nomeação) nos Glitter Awards                                                                     |
| 2007 | Grindhouse                            | Hatchet Victim          | Segmento "Don't" |
| 2008 | Incendiary                            | Terrence Butcher        | |
| 2008 | Frost/Nixon                           | John Birt               | Melhor Elenco num Filme (nomeação) nos Screen Actors Guild Awards                                                       |
| 2010 | Robin Hood                            | Xerife de Nottingham    | |
| 2011 | The Three Musketeers                  | Athos                   | |
| 2012 | Anna Karenina                         | Oblonsky                | |
| 2014 | Lost in Karastan                      | Emil Forester           | |
| 2015 | The von Trapp Family: A Life of Music | Captain Georg von Trapp | |
| 2017 | The Current War                       | J.P. Morgan             | Estreia adiada para 2019 após as acusações de assédio sexual contra Harvey Weinstein                                    |
| 2018 | The Nutcracker and the Four Realms    | Mr. Stahlbaum           | |
| 2019 | The Assistant                         | Wilcock                 | |
| 2021 | Operation Mincemeat                   | Charles Cholmondeley    | |
| 2024 | Deadpool & Wolverine                  | Paradoxo                | |

### Televisão
| Ano         | Nome                                                | Personagem                      | Notas |
| ----------- | --------------------------------------------------- | ------------------------------- | --- |
| 1998        | Wuthering Heights                                   | Hareton Earnshaw                | Telefilme |
| 1999        | Warriors                                            | Pte. Alan James                 | Telefilme exibido em 2 partes. Nomeação - Melhor Ator Principal (Royal Television Society) |
| 2000        | Murder Rooms: Mysteries of the Real Sherlock Holmes | Waller                          | Episódio The Dark Beginnings of Sherlock Holmes |
| 2001        | Perfect Strangers                                   | Daniel                          | Minissérie |
| 2001        | The Way We Live Now                                 | Sir Felix Carbury               | Minissérie |
| 2002        | The Project                                         | Paul Tibbenham                  | Telefilme |
| 2002-2004   | Spooks                                              | Tom Quinn                       | Série |
| 2007        | Secret Life                                         | Charlie                         | Telefilme. Nomeação - Melhor Ator Principal (BAFTA TV) Nomeação - Melhor Ator Princial (Festival de Televisão de Monte Carlo) Melhor Ator Principal pela Royal Television Society                                                                                 |
| 2008        | Marple: A Pocket Full of Rye                        | Inspector Neele                 | Telefilme |
| 2008        | Little Dorrit                                       | Arthur Clennam                  | Minissérie Nomeação - Melhor Ator Principal (Royal Television Society) |
| 2008        | Ashes to Ashes                                      | Gil Hollis                      | 7º episódio da 1ª temporada |
| 2009        | Enid                                                | Hugh Pollock                    | Telefilme |
| 2009        | Criminal Justice                                    | Joe Miller                      | Minissérie BAFTA TV de Melhor Ator Secundário Melhor Ator Principal nos Crime Thriller Awards |
| 2010        | The Pillars of the Earth                            | Prior Phillip                   | Minissérie |
| 2010        | Any Human Heart                                     | Logan Mountstuart (Middle)      | Minissérie |
| 2012-2016   | Ripper Street                                       | Detective Inspector Edmund Reid | Série |
| 2015        | The Enfield Haunting                                | Guy Lyon Playfair               | Minissérie |
| 2015        | The Last Kingdom                                    | Uhtred Uhtredson                | 1º episódio da 1ª temporada |
| 2016        | Churchill's Secret                                  | Randolph Churchill              | Telefilme |
| 2017        | Howard's End                                        | Henry Wilcox                    | Minissérie Nomeação - Melhor Ator Num Formato Longo de Ficção (Festival de Televisão de Monte Carlo) |
| 2018 - 2023 | Succession                                          | Tom Wambsgans                   | Série Emmy de Melhor Ator Coadjuvante em Série Dramática (2022) BAFTA de Melhor Ator Coadjuvante (2022) Nomeação - Melhor Ator Coadjuvante Numa Série Dramática (Critics' Choice Awards) Nomeação - Melhor Ator Coadjuvante em Série Dramática (Emmy Awards 2020) |
| 2020        | Quiz                                                | Charles Ingram                  | |
| 2023        | Stonehouse                                          | John Stonehouse                 | |

### Teatro
| Ano  | Nome                            | Personagem       | Notas                     |
| ---- | ------------------------------- | ---------------- | ------------------------- |
| 1994 | The Crimson Island              | Mukkhin          | RADA                      |
| 1994 | Lorca's Death                   | Rafael/Intellect | RADA                      |
| 1994 | The Feigned Inconstancy         | Chevalier        | RADA                      |
| 1994 | The Beggar's Opera              | Macheath         | RADA                      |
| 1995 | One Flew Over the Cuckoo's Nest | Chief Bromden    | RADA                      |
| 1995 | The Libertine                   | John Wilmot      | RADA                      |
| 1995 | The Duchess of Malfi            | Antonio Bologna  | Cheek by Jowl             |
| 1996 | A Midsummer Night's Dream       | Demetrius        | Royal Shakespeare Company |
| 1998 | Much Ado About Nothing          | Benedick         | Cheek by Jowl             |
| 1998 | The School for Scandal          | Charles Surface  | Royal Shakespeare Company |
| 1999 | Battle Royal                    | Mr. Brougham     | Royal National Theatre    |
| 2005 | Henry IV                        | Prince Hal       | Royal National Theatre    |
| 2007 | The Pain and the Itch           | Clay             | Royal Court Theatre       |
| 2010 | Private Lives                   | Elyot            | Vaudeville Theatre        |
| 2013 | Perfect Nonsense                | Jeeves           | Duke of York's Theatre    |